# 長野県道446号大河内中川原線
長野県道446号大河内中川原線（ながのけんどう446ごう おおこうちなかがわらせん）は、長野県下伊那郡天龍村を通る一般県道。

## 概要

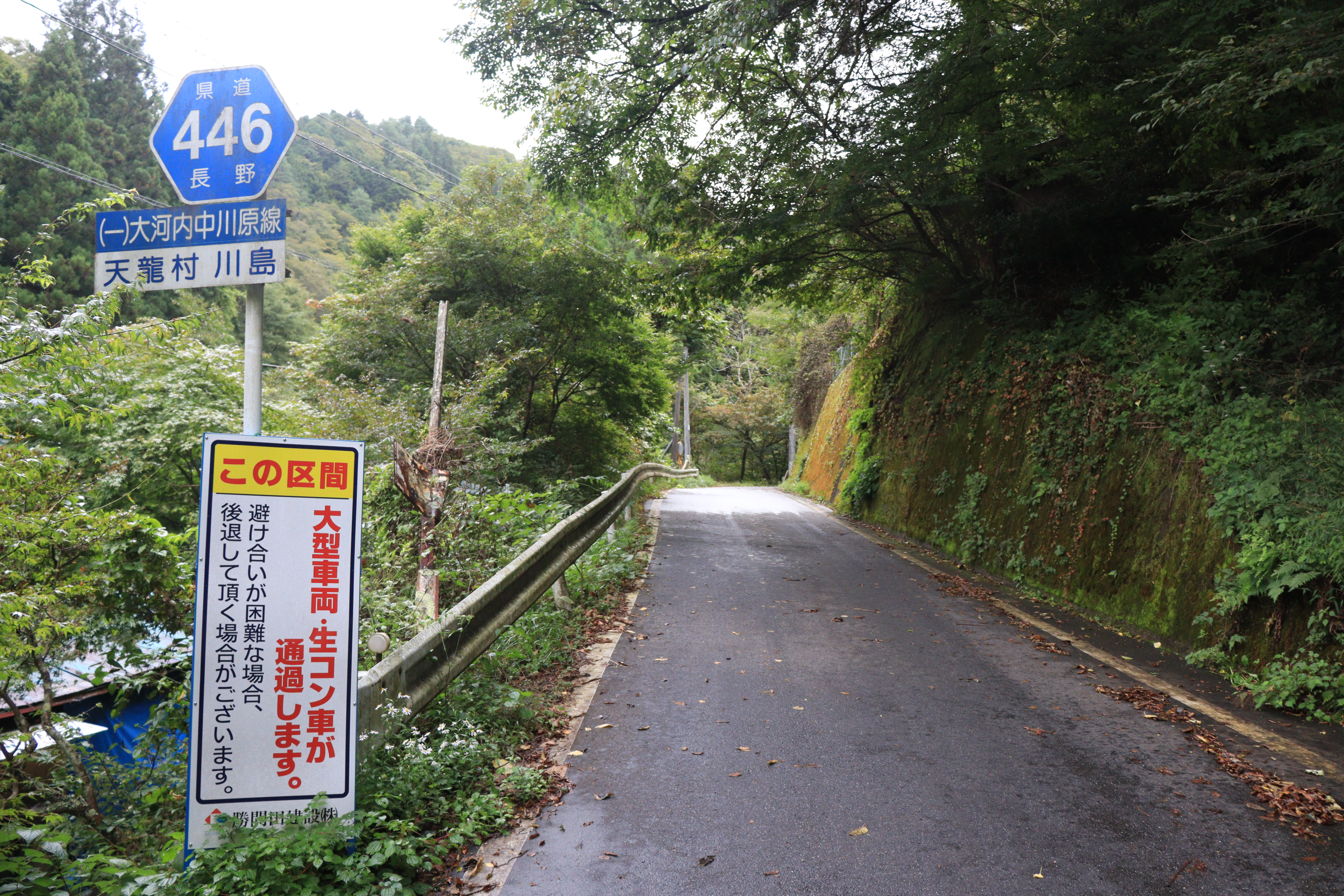
長野県道446号大河内中川原線、終点付近の下伊那郡天龍村神原字中川原にて

### 路線データ
- 起点：下伊那郡天龍村大字神原字大河内
- 終点：下伊那郡天龍村大字神原字中川原（国道418号交点）

## 通過する自治体
- 下伊那郡天龍村

## 交差・接続する道路
- 国道418号 - 下伊那郡天龍村大字神原字中川原（終点）